# Barkan (Yémen)
Pour l’article homonyme, voir Barkan.
Barkan (en arabe : باركان) est un village du gouvernorat d'Abyan, au Yémen.